# ميجل
مَيْجَل (الاسم العلمي: Ameiva) وتسمى عادًة عداء الدغل، جنس سحالي من فصيلة سوطيات الذيل. أنواعه 14، توجد في أمريكا الجنوبية وأمريكا الوسطى. ورُصِدت في منطقة البحر الكاريبي أيضًا.